# Hanoğlu, Muratlı
Hanoğlu là một xã thuộc huyện Muratlı, tỉnh Tekirdağ, Thổ Nhĩ Kỳ. Dân số thời điểm năm 2011 là 161 người.